# Чарлоте Ванкел
Чарлоте Ванкел (на норвежки: Charlotte Wankel) е първата норвежка художничка в стиловете кубизъм и абстрактно изкуство.

## Живот и творчество
Родена е на 12 май 1888 г. в Мос. Ванкел е отгледана от заможни родители в имение близо до норвежкия крайбрежен град Мос. Баща ѝ Георг Райнхолд Ванкел е норвежки политик от Консервативната партия. Майка ѝ е авторката Зигрид Ринг, дъщеря на норвежкия политик Паул Винснес.
След смъртта на баща ѝ през 1907 г. семейството се мести в Кристияния. В продължение на три години посещава художественото училище на норвежкия художник Хариет Бакер. Следвайки съвет на Хенрик Сьоренсен, тя става ученик на Анри Матис от 1910 година. Прекарва дълги периоди в Париж и посещава художественото училище Араухо (1922–23). Също така учи при Фернан Леже и Амеде Озенфан в "Académie Moderne" (1925–29). 
В "Académie Moderne" Ванкел е въведена в типа авангардно рисуване и архитектура, вдъхновен от швейцарския архитект и дизайнер Льо Корбюзие. Тя участва в много важни изложби в Париж като L'art d'aujord'hui през 1925 г. заедно с Пит Мондриан, Пабло Пикасо, Константин Брънкуш и Соня Терк. Изложбата получава широко медийно внимание е първата за авангардно изкуство след Първата световна война.
Между Първата и Втората световна война има няколко изложби в Норвегия, където публиката и критиците не възприемат добре кубизма и нефигуративното изкуство.
Ванкел е аскетичен художник. Цветовата ѝ палета е доминирана от сиво-синьо, кафяво, жълто, охра и розово. Произведенията ѝ от края на 1930-те и от 1950-те се характеризира с по-силни цветове и нефигуративни композиции, често съдържащи фигуративни елементи.
Умира на 2 август 1969 г. в Хьовиг.